# Muchachito Bombo Infierno
Jairo Perera és Muchachito Bombo Infierno, natural de Santa Coloma de Gramenet, un artista que té el gen del músic carrerenc molt endins, ja que és aquí, als vorals i terrasses, on va començar la seva carrera artística a principis dels noranta, per després militar Trimelón de Naranjus, formant part d'aquella corrent musical batejada com a Mestissatge que va sorgir a la Barcelona postolímpica. El 2004, muta la seva identitat i es converteix en Muchachito Bombo Infierno, que va ser el punt de partida d'aquest projecte (amb parades tan contundents com la seva participació en els supergrups G-5 i La Pandilla Voladora).
La banda es va presentar a la Sala Apolo de Barcelona el 2004. Havien enregistrat una maqueta amb l'ajuda de Joan Garriga i Tomàs Arroyos per promocionar-se. Gràcies a l'èxit del concert, se'ls va obrir la possibilitat d'enregistrar un disc: "Vamos que nos vamos", del qual van vendre més de 20.000 còpies a Espanya.
Al maig del 2007 van publicar el seu segon disc, que va portar per nom "Visto lo visto", començant la gira de concerts el 31 de maig a la seva ciutat d'origen, Barcelona, i acabant el 27 de desembre del 2008 a la mateixa ciutat, en un concert celebrat al Palau Sant Jordi.
El grup va ser apadrinat per Ojos de Brujo, els quals els comparen amb Kiko Veneno, a qui els propis Muchachito Bombo Infierno van agrair la seva condició de "mestre" amb la cançó «Si tú, si yo, si no».
A Jairo el uneix gran amistat amb Tomasito i Los Delinqüentes, artistes de Jerez. Tots, juntament amb Kiko Veneno, van formar el grup G-5, autor del disc "Tucaratupapi".
Diverses han estat les reunions del G-5 a Jerez. Com diu Muchachito, «Jerez és la Nova Orleans d'Espanya, olora a art pels seus carrers, i cal tenir cos per aguantar una festa a Jerez, per aquests carrers del barri antic i flamenc».
Durant l'any 2009 van fer una pausa de concerts per preparar el seu tercer àlbum. Aquesta pausa es va veure interrompuda per "La rumba del palé", una minigira en què Jairo en solitari va recórrer alguns locals tocant els seus temes més coneguts i algunes de les cançons que inclourien en el següent disc de Muchachito Bombo Infierno.
El 2010 llancen el seu tercer àlbum d'estudi, titulat "Idas y vueltas".
Després d'una intensa gira pel territori nacional presentant el seu últim treball, van tancar amb dos concerts fi de gira, el 20 i el 22 d'octubre del 2011, a Madrid i Barcelona respectivament, on la banda es va acomiadar per un temps dels escenaris.
El 6 de maig del 2016, va llançar el seu quart disc d'estudi titulat "El Jiro". Produït per ell mateix, Diego Pozo “El Ratón” i Ale Acosta (Fuel Fandango).
El 2021, Muchachito grava el tema principal per a la pel·lícula "El club del Paro", de David Marqués, i edita un 7” en vinil amb els senzills "El Club del Paro" i "Demasiada agua y no hay piscina".
Paral·lelament, publica "Tu nombre", senzill en solitari amb la participació d'Irene Arcos en el seu videoclip.
El 2022 surten a la llum els senzills "Me quedo con tu olor" i "El Bailarín nocturno", en el qual el seu videoclip compta amb la presència de David Fernández, i realitza la gira "Rumbaorleans", acompanyat de la seva nova banda, en un format estil Marching Band.
El 2023 munta el seu propi estudi i enregistra el seu proper àlbum, compaginant-ho amb concerts en format "One Man Band" per tota la península, illes, Itàlia i el Regne Unit.
El 2023 publica l'àlbum "Què pot sortir malament", on fusiona funk, jazz-hot i rumba. Enregistrat entre el 2021 i l'estiu d'aquest 2023 a l'estudi del Muchachito, Estudi Bomboloco, i acabat d'editar entre Madrid i Barcelona. Produït pel propi Muchachito, juntament amb l'enginyer Ferrís Aromí i l'arranjador David Carrasco. Pels estudis de gravació han passat Silvano Cirujano (caixa, hit-hat, plats), Arantza Rodríguez (sousafon), David Carrasco (saxòfons), Marcos Crespo (trombó), Iván Del Castillo (trompeta), Álvar Ochoa (tuba) i Flor Inza (pailas, percussió). Com a convidats especials han participat La Perra Blanco i Sergi Estella, que aporten en dues cançons les guitarres solistes. De l'art gràfic s'ha ocupat Joni Ferzeta, habitual en els discos de Muchachito Bombo Infierno.

## Discografia
- Vamos que nos vamos (2005)
- Visto lo visto (2007)
- Idas y vueltas (2010)
- El Jiro (2016)
- Qué puede salir mal (2023)